# Contea di Clarke (Iowa)
La contea di Clarke (in inglese Clarke County) è una contea dello Stato USA dell'Iowa. Il nome le è stato dato in onore a James Clarke, governatore dell'Iowa. Al censimento del 2000 la popolazione era di 9 133 abitanti. Il capoluogo della contea è Osceola.

## Geografia fisica
L'U.S. Center Bureau certifica che l'estensione della contea è di 1118 km², di cui 1117 km² composti da terra e i rimanenti 1 km² composti di acqua.

## Infrastrutture e trasporti

### Strade
- Interstate 35
- U.S. Highway 34
- U.S. Highway 69
- Iowa Highway 152

## Contee confinanti
- Contea di Madison, Iowa - nord-ovest
- Contea di Warren, Iowa - nord-est
- Contea di Lucas, Iowa - est
- Contea di Decatur, Iowa - sud
- Contea di Union, Iowa - ovest

## Storia
La Contea di Clarke venne istituita nel 1846.

## Maggiori città
- Murray
- Osceola
- Woodburn